# Фінал кубка Англії з футболу 1891
Фінал кубка Англії з футболу 1891 — 20-й фінал найстарішого футбольного кубка у світі. Учасниками фіналу були «Блекберн Роверз» і «Ноттс Каунті». Володарем кубкового трофею вдруге поспіль став «Блекберн Роверз».

## Шлях до фіналу
| «Блекберн Роверз»         | «Блекберн Роверз» | «Блекберн Роверз»                                       | Раунд        | «Ноттс Каунті»    | «Ноттс Каунті» | «Ноттс Каунті»                                                    |
| ------------------------- | ----------------- | ------------------------------------------------------- | ------------ | ----------------- | -------------- | ----------------------------------------------------------------- |
| Суперник                  | Результат         | Матчі                                                   |              | Суперник          | Результат      | Матчі                                                             |
| «Мідлсбро Айронополіс»    | 3—2               | 2—1 на виїзді (скасовано), 3—2 на виїзді (перегравання) | Перший раунд | «Шеффілд Юнайтед» | 9—1            | 9—1 на виїзді                                                     |
| «Честер»                  | 7—0               | 7—0 вдома                                               | Другий раунд | «Бернлі»          | 2—1            | 2—1 вдома                                                         |
| «Вулвергемптон Вондерерз» | 2—0               | 2—0 вдома                                               | Третій раунд | «Сток»            | 1—0            | 1—0 вдома                                                         |
| «Вест-Бромвіч Альбіон»    | 3—2               | 3—2 на нейтральному полі                                | 1/2 фіналу   | «Сандерленд»      | 5—3            | 3—3 на нейтральному полі, 2—0 на нейтральному полі (перегравання) |

## Матч
| 21 березня 1891 |

| Блекберн Роверз       | 3:1      | Ноттс Каунті |
| --------------------- | -------- | ------------ |
| Дьюар Саутворт Таунлі | Протокол | Освальд      |

| Кеннінгтон Овал, Лондон Глядачів: 23 000 Арбітр: Ч.Дж.Г'юз |

|  |  |

|    |  |                    |  |
|    |  |                    |  |
| В  |  | Роуланд Пеннінгтон |  |
| З  |  | Тон Брендон        |  |
| З  |  | Джон Форбс         |  |
| ПЗ |  | Джон Бартон        |  |
| ПЗ |  | Джорді Дьюар       |  |
| ПЗ |  | Джиммі Форрест     |  |
| Н  |  | Джо Лофтгауз       |  |
| Н  |  | Нет Волтон         |  |
| Н  |  | Джек Саутворт      |  |
| Н  |  | Кумб Голл          |  |
| Н  |  | Вільям Таунлі      |  |

|    |  |                 |  |
|    |  |                 |  |
| В  |  | Джеймс Трейвз   |  |
| З  |  | Сенді Фергюсон  |  |
| З  |  | Джек Гендрі     |  |
| ПЗ |  | Арчі Осборн     |  |
| ПЗ |  | Девід Колдергед |  |
| ПЗ |  | Алфред Шелтон   |  |
| Н  |  | Ендрю Макгрегор |  |
| Н  |  | Том Макіннс     |  |
| Н  |  | Джиммі Освальд  |  |
| Н  |  | Вільям Локер    |  |
| Н  |  | Гаррі Дафт      |  |